# Rosegg
Rosegg is een gemeente in de Oostenrijkse deelstaat Karinthië, en maakt deel uit van het district Villach-Land.
Rosegg telt 1841 inwoners.

## Foto's

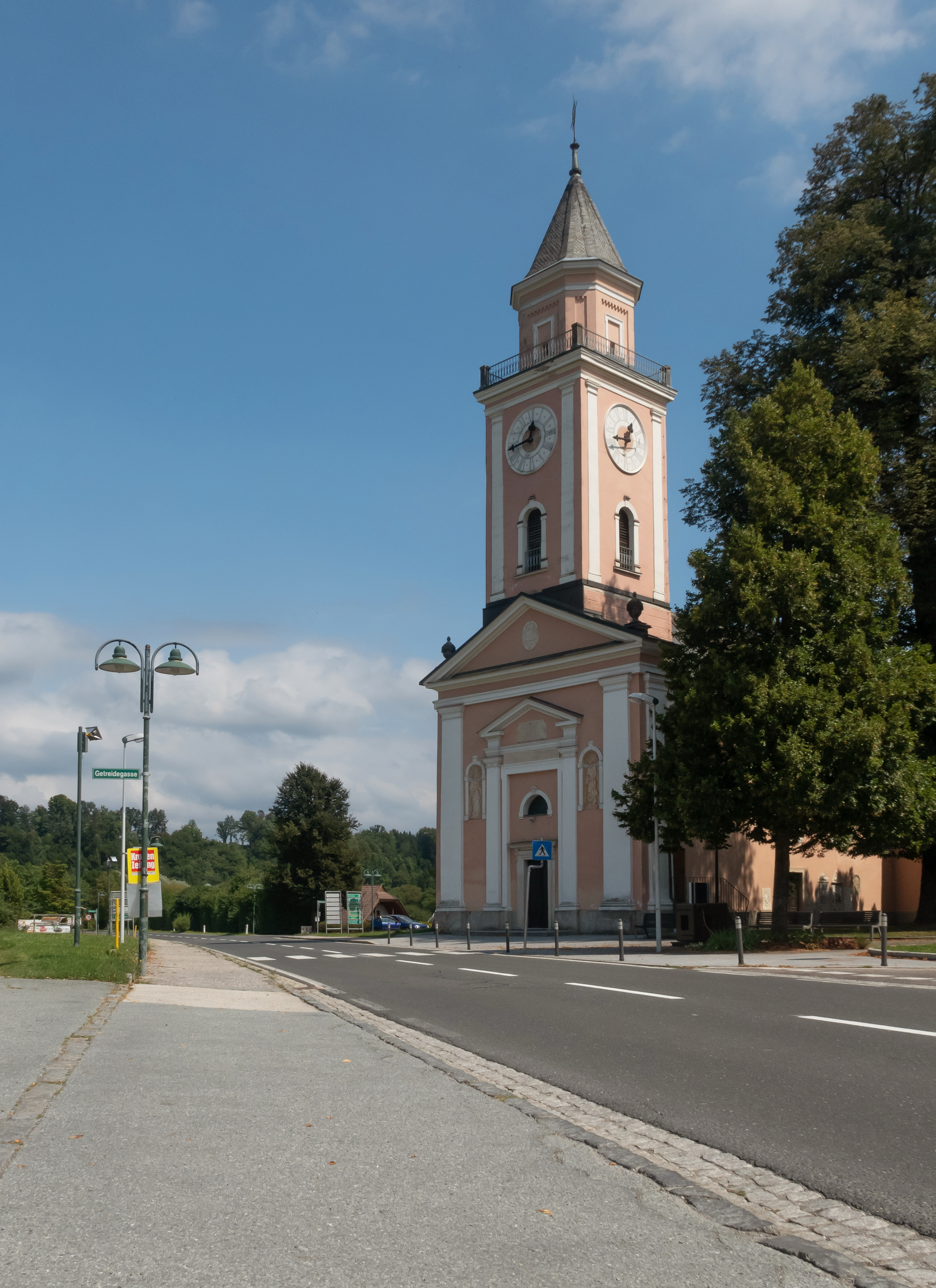
Katholieke kerk: Pfarrkirche Sankt Michael
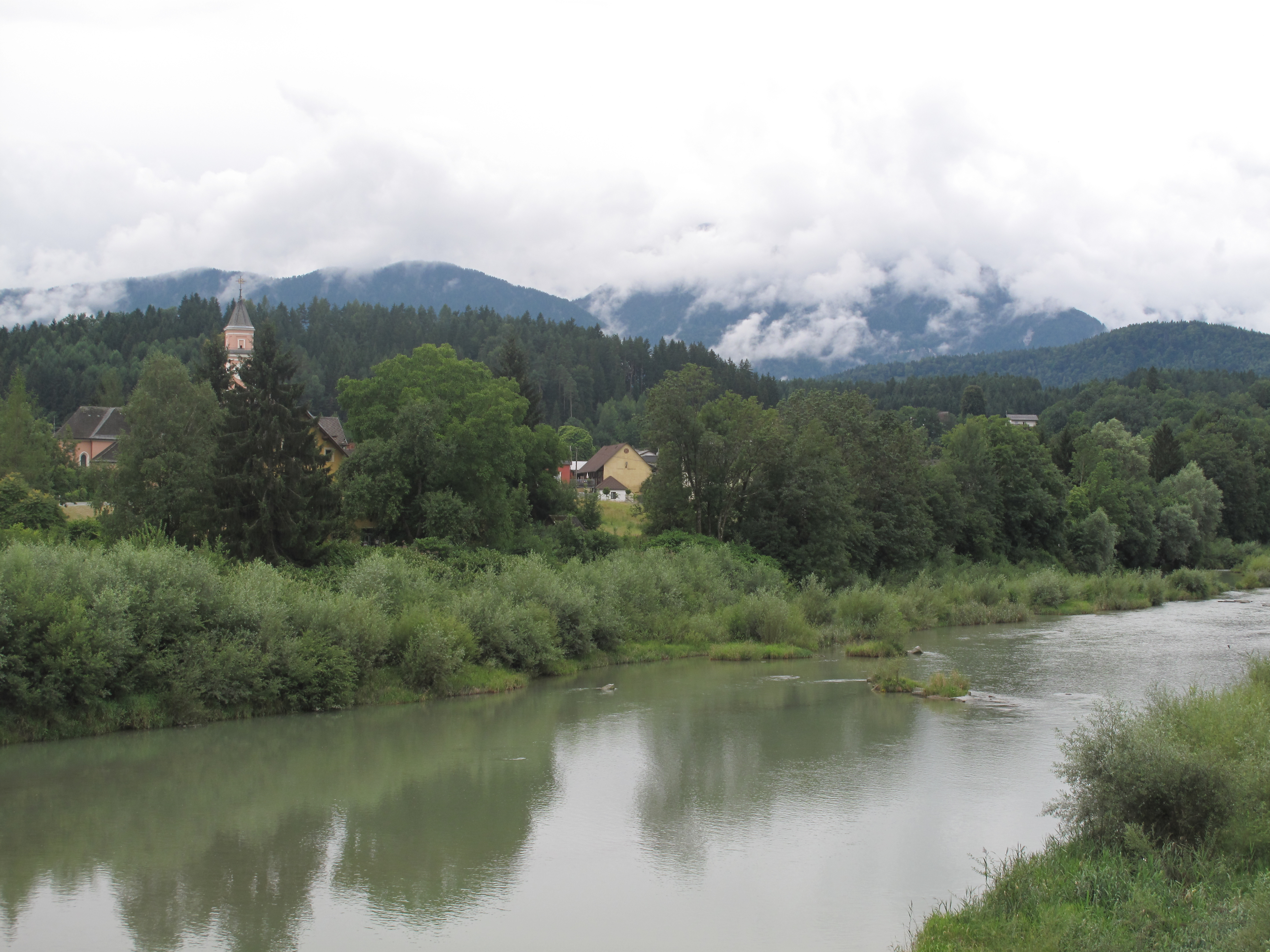
De Drau met Rosegg op de achtergrond
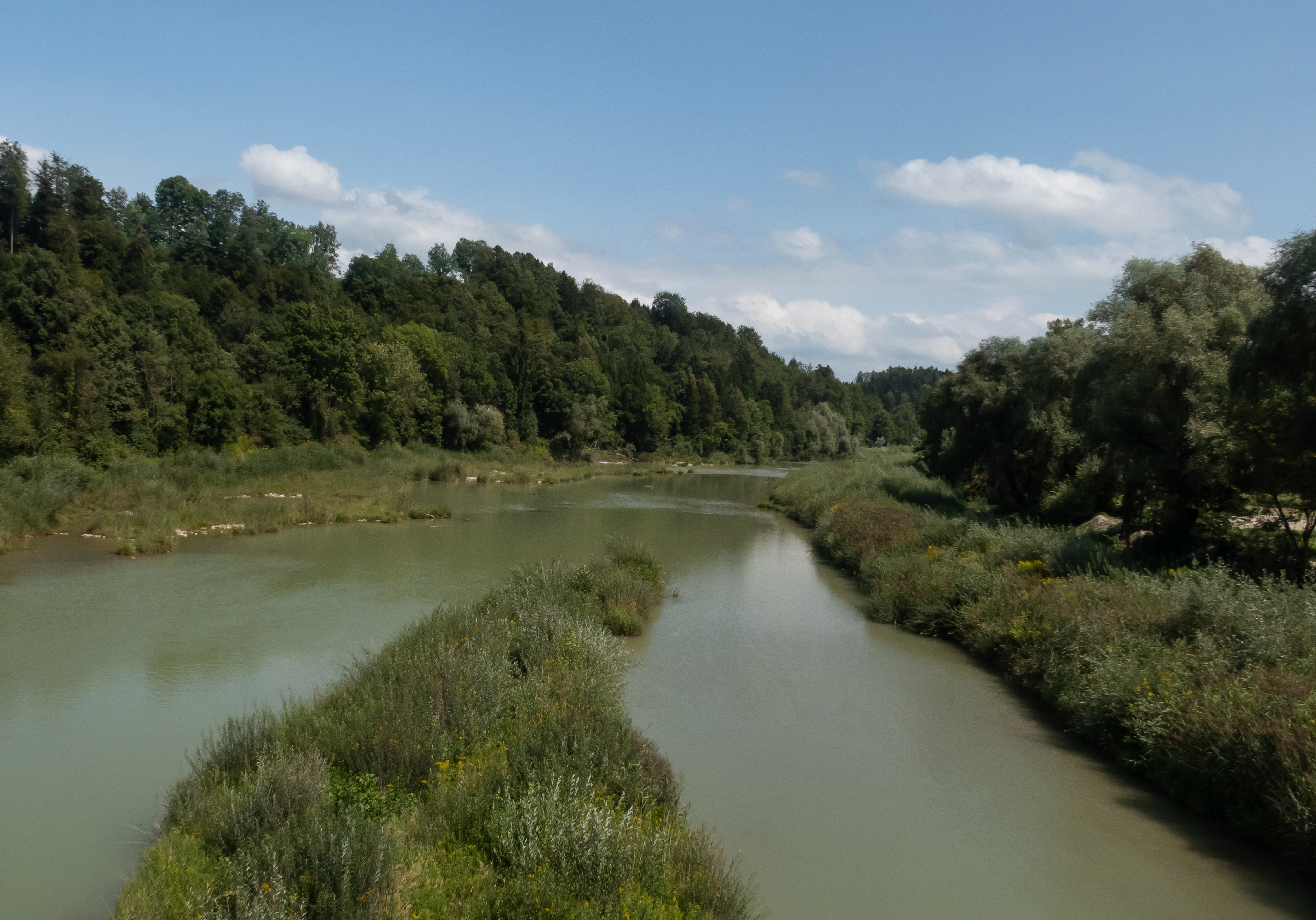
De Drau bij Rosegg

Afritz am See · Arnoldstein · Arriach · Bad Bleiberg · Feistritz an der Gail · Feld am See · Ferndorf · Finkenstein am Faaker See · Fresach · Hohenthurn · Nötsch im Gailtal · Paternion · Rosegg · St. Jakob im Rosental · Stockenboi · Treffen am Ossiacher See · Velden am Wörther See · Weißenstein · Wernberg
- Gemeinsame Normdatei: 4456416-8
- Virtual International Authority File: 243848849
- WorldCat: E39PBJrrtQjyVV6qmrH3XcgxjC